# Кетрін Волпол
Леді Кетрін Волпол (англ. Lady Catherine Walpole), до шлюбу — Шортер (англ. Shorter), (1682 — 20 серпня 1737) — перша дружина першого британського прем'єр-міністра сера Роберта Волпола та матір письменника та основоположника жанру готичного роману Гораса Волпола.

## Життєпис
Кетрін Шортер народилась у 1682 році у сім'ї Джона Шортера, торговця деревиною, та Елізабет Філіпс. ЇЇ батько був сином лорд-мера Лондона Джона Шортера. ЇЇ матір була дочкою валійського політика та члена Парламенту Англії сера Ерасмуса Філіпса, 3-ого баронета Піктон Каслу. У дитинстві Кетрін її батьки розлучились, і вона жила у Лондоні зі своєю бабусею леді Філіпс, онукою першого графа Честерфілдського. Відповідно до Джона Плама, біографа Роберта Волпола, леді Філіпс, ведучи розкішний спосіб життя, заохочувала захоплення Кетрін світським та розкішним життям.
30 липня 1700 року Кетрін стала дружиною майбутнього політика Роберта Волпола, який пізніше став першим прем'єр-міністром Великої Британії. Шлюб був влаштований батьком Волпола. Джерела називають різні розміри посагу Кетрін. Плам, Дікінсон та Пірс писали, що він склав 7000 фунтів стерлінгів. Відповідно до Джоунса, сума посагу дорівнювала 20 000 фунтів стерлінгів. У 1701 році Кетрін народила сина Роберта.
Плам стверджує, що протягом перших років шлюбу чоловік був сильно закоханим у Кетрін, яка любила розкіш, та догоджав її примхам. Після смерті свого батька у 1700 році Волпол успадкував сімейну садибу, яка пізніше стала відомою як Гоутон-холл, у Норфолку. Однак, за словами Плама, ані Кетрін, ані її бабуся леді Філіпс не мали бажання переїжджати до Норфолку. Плам писав, що Кетрін ненавиділа сільське життя. Зокрема, їй не подобався Норфолк, і вона часто залишалась у Лондоні, коли її чоловіку потрібно було бувати у Норфолку у зв'язку з виборами або справами садиби.
У 1703 році Кетрін народила дочку Кетрін, у 1705 — дочку Мері, а у 1706 — сина Едварда. Відповідно до Плама, між 1700 та 1706 роками Кетрін народжувала майже кожен рік або переживала викидні.
Після шести років шлюбу Кетрін та Роберт жили майже окремо. Чоловік проводив багато часу в Норфолку, займався фермерством, полюванням, стрільбою та бенкетами. Кетрін в основному проводила час між лондонським будинком Волполів та сімейним літнім будинком у Челсі, а також бувала в Баті. Англійський топограф Томас Фолкнер писав, що леді Волпол із задоволенням займалась садами будинку в Челсі та «не шкодувала грошей, замовляючи природні та штучні предмети з-за кордону». Фолкнер також зазначає, що одного літа, коли король Георг II був у Німеччині, його дружина, королева Кароліна часто відвідувала леді Волпол у будинку в Челсі.
Відповідно до Плама, Кетрін була «складною дружиною, примхливою, істеричною, схильною до жорстокості». Англійська аристократка та письменниця леді Мері Вортлі-Монтегю називала леді Волпол «порожньою, кокетливою та напускною жінкою». За словами Плама, Кетрін стала ревнивою та підозрілою, і часто відволікала себе одягом, коштовностями, картами, картинами та колекцією екстравагантних птахів. Гіченз пише, що її не цікавила політика, і, натомість, вона захоплювалась одягом, коштовностями, плітками та картами.
Біографи Волпола пишуть, що із часом обидва, Роберт та Кетрін, мали стосунки поза шлюбом. У Волпола з'явилась коханка Марія Скерет, яка була подругою леді Мері Вортлі-Монтегю.
Кетрін також приписують позашлюбні стосунки, в основному в зв'язку з народженням нею у 1717 році молодшого сина Гораса. Плам вказує на те, що після народження Едварда у 1706 році й до 1717 року Кетрін не вагітніла. Джоунс пише, відповідно до чуток, Кетрін мала стосунки з Георгом II, коли він був принцом Уельським, і, що навіть молодший син Волполів Горас був насправді сином короля. Відповідно до інших чуток, джерелом яких була англійська письменниця леді Луїза Стюарт, батьком Гораса був Карр, лорд Герві, і Роберт Волпол про це знав. Біограф Гораса Волпола Кеттон-Кремер вважає, що леді Луїза покладалась на спогади своєї бабусі леді Мері Вортлі-Монтегю.
Біографи Гораса Волпола скептично ставляться до чуток щодо його батьківства. Так, Льюїс зазначає, що, навіть якщо у Волполів і були сумніви щодо того, хто був батьком Гораса, вони були дуже великодушними. Він вказує на те, що Гораса назвали на честь молодшого брата Роберта Волпола, а хрещеною матір'ю Гораса була сестра Волпола-старшого леді Дороті Таунсенд. Льюїс також пише, що не має доказів того, що Горас знав про чутки щодо його походження. Ленґфорд вважає, що такі чутки пояснюються тим, що леді Луїза Стюарт недолюблювала Гораса. Кеттон-Кремер вказує на те, що не існує жодних сучасних доказів того, що лорд Герві був батьком Гораса, та, що Роберт Волпол не вважав його своїм сином.
Водночас Плам вважає, що є підстави вважати чутки правдивими. Він вказує на те, що у 1716 році Кетрін та Роберт майже не проводили часу разом: він перебував у Норфолку, а вона — у Баті. У грудні 1716 року (відповідно до Плама — приблизний час зачаття Гораса) Кетрін поїхала до Саффолку навідатись до лорда Конвея (чоловіка її сестри Шарлотти), неподалік від якого проживала родина Герві. При цьому Плам визнає, що це не є незаперечним доказом, і Волполи могли зачати Гораса взимку 1716—1717 років.
Народивши Гораса, Кетрін сконцентрувала на ньому свою увагу, тим паче, що він був хворобливою дитиною. У 1720 році захворіла її старша дочка Кетрін: в неї почались «істеричні припадки», а також вона стала часто непритомніти. На додаток, Кетрін-молодша втратила апетит, часто блювала і дуже схудла. Крім того, у неї був набряк на боці, який завдавав їй сильного болю. Лікар Джордж Чейн порадив відправити дівчину до Бату на води. Леді Кетрін також звернулась до іншого лікаря, Девіда Гамільтона, який підтвердив курс лікування, призначений Чейном. Кетрін-молодша проводила більшу частину часу в Баті, тільки час від часу повертаючись до Лондона. Зрештою, у жовтні 1722 року вона померла у Баті. Характер її хвороби залишається незрозумілим: є припущення, що вона страждала на нервову анорексію, діабет 1-ого типу, або, що в неї була лімфома.
Кетрін Волпол померла 20 серпня 1737 року. У вересні 1737 року Горас Волпол писав своєму другу Чарльзу Літлтону, майбутньому єпископу, про «дивовижний спокій» та «сміливість», яку його мати продемонструвала перед смертю.

## Діти
У Кетрін та Роберта Волпола було шестеро дітей:
- Роберт Волпол, 2-ий граф Орфордський (1701—1751), одружився із Марґарет Роллє, 15-тою баронесою Клінтон[6][23]
- Кетрін Волпол (1703—1722), померла неодруженою;[23]
- Гораціо Волпол (1704—1704);[7]
- Мері Волпол (1706—1732), дружина Джорджа Чамлі, 3-ого графа Чамлі;[23]
- сер Едвард Волпол (1706—1784), помер неодруженим, однак мав чотирьох позашлюбних дітей із Дороті Клемент: Лору, дружину єпископа Фредеріка Кєппеля; Марію, дружину графа Волдґрейва, а після його смерті — принца Вільяма Генрі, герцога Глостерського та Единбурзького, брата короля Георга III; Едварда, який помер без нащадків у 1771 році; Шарлотту, дружину Лайонелла Толмаша, 5-ого графа Дайсарта[23]
- Горас Волпол, 4-ий граф Орфордський (1717—1797), який помер неодруженим та бездітним

## Вшанування пам'яті
У 1754 році молодший син Кетрін Горас Волпол звів мармурову статую у Вестмінстерському абатстві на її честь. Статуя є копією римської статуї Скромності. На п'єдесталі статуї є надпис, складений Горасом, і в якому говориться, що «вона мала красу й розум без пороків і марнославства, і культивувала мистецтво без удаваної любові».

## У популярній культурі
Кетрін Волпол є персонажкою історичного фантастичного роману «Крізь тьмяне скло» (англ. Through a glass darkly) американської письменниці Карлін Коен. У книзі Коен Кетрін Волпол була дружиною голови Палати громад та Першого Лорда Скарбниці Роберта Волпола та мала стосунки з головним героєм книги Роджером. Крім того, Кетрін Волпол є персонажкою історичного фантастичного роману «Опівнічний міраж» (англ. Midnight Mirage) американської письменниці Карен Гарпер. У цій книзі вона розповідає, що її чоловік підштовхував її мати стосунки з Георгом II, коли він був принцом Уельським.